# 張潔蓮 (播音員)
张洁莲，哈尔滨人，1933-36年中華民國中央广播电台播音員，是3名經重重選考而出的女播音員之一，以標準的中華民國國語播音。
1932年哈爾濱易手於滿洲國，她避走北平。1933年，由于南京的中央广播电台缺少合格的中華民國國語播音员，总工程师冯简赴北平招考，華北學生群起投考，共两三千人报名。最終10月1日公布僅3人通過，分別是张洁莲、吴祥祜和刘俊英，三人之中以劉俊英名氣最大，在中華民國抗日戰爭時被大日本帝國送了「南京之鶯」的外號。3年后张洁莲随母亲回到滿洲國哈尔滨，离开播音工作。